# Antiochos XI.

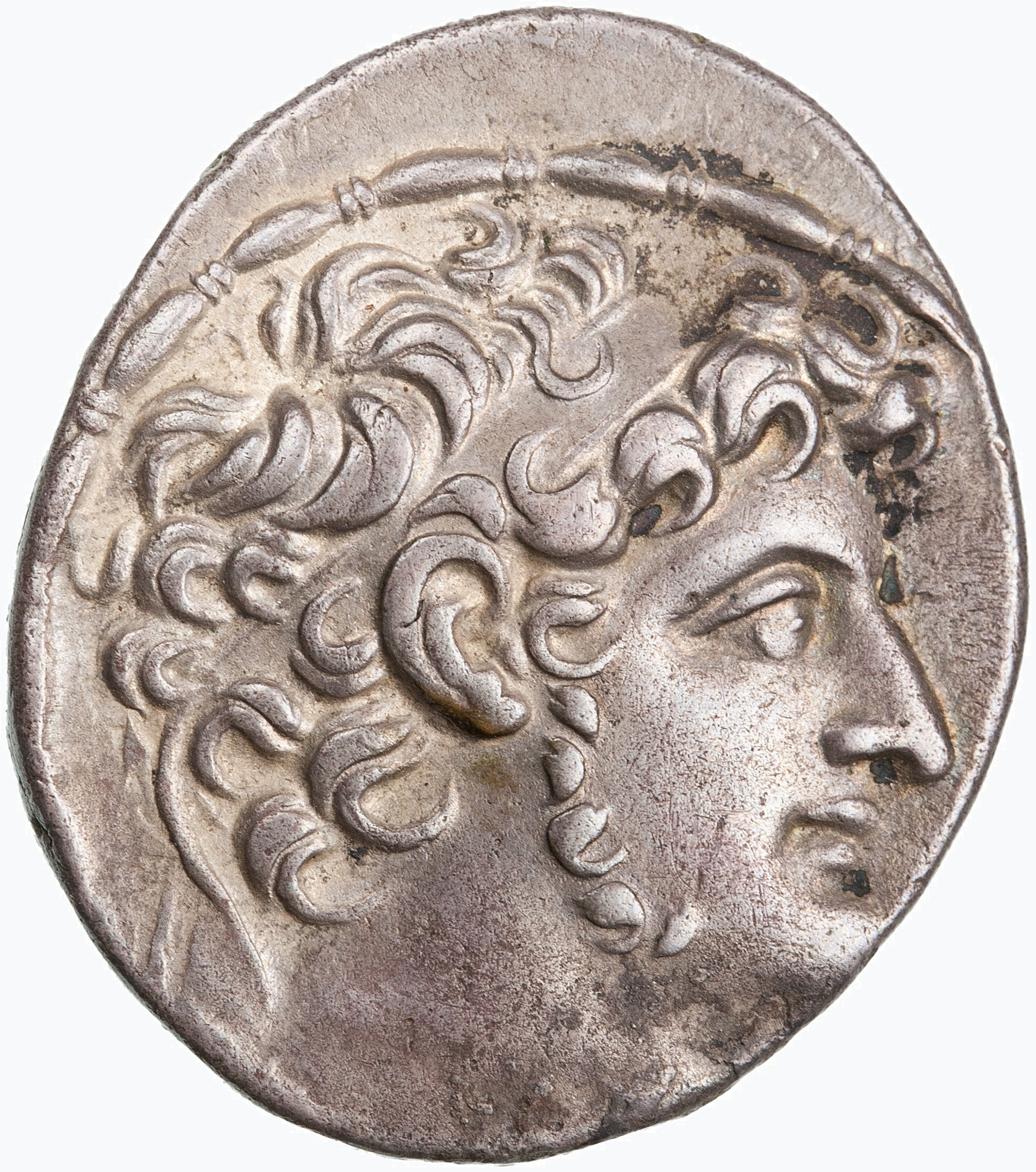
Münzporträt Antiochos’ XI.

Antiochos XI. Epiphanes Philadelphos (altgriechisch Ἀντίοχος Ἐπιφανής Φιλάδελφος Antíochos Epiphanḗs Philádelphos; * um 115 oder 113 v. Chr.; † 92 v. Chr.), Sohn von Antiochos VIII. Grypos aus dessen erster Ehe mit Tryphaina und Zwillingsbruder von Philipp I., war neben seinem Zwillingsbruder von 95–92 v. Chr. König der Seleukiden.
Obwohl Seleukos VI., der ältere Bruder von Antiochos XI. und Philipp I., im Jahre 95 v. Chr. im Kampf um die Thronfolge gegen Antiochos X. Eusebes unterlag und später getötet wurde, erklärten sich seine beiden jüngeren Brüder gemeinsam zu Königen der Seleukiden. Sie trachteten nach Rache und belagerten Antiochia. Nach der Niederlage in der Schlacht am Orontes gegen Antiochos X. musste Antiochos XI. fliehen und ertrank im Fluss, als er versuchte, ihn auf seinem Pferd zu durchqueren.
Die Brüder prägten eine gemeinsame Münze, welche auf der einen Seite ihre beiden Köpfe, auf der anderen eine Zeus-Darstellung zeigte.